# Henotesia anganavo
Henotesia anganavo är en fjärilsart som beskrevs av Ward 1871. Henotesia anganavo ingår i släktet Henotesia och familjen praktfjärilar. Inga underarter finns listade i Catalogue of Life.